# Teorema de Friedlander-Iwaniec

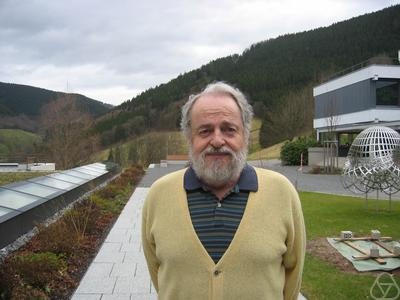
John Friedlander

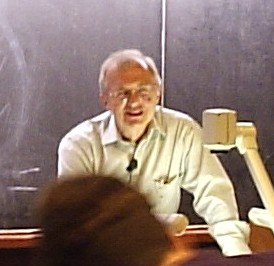
Henryk Iwaniec

En la teoría analítica de números, el teorema de Friedlander-Iwaniec, en ocasiones denominado teorema de Bombieri-Friedlander-Iwaniec, afirma que existen infinitos números primos de la forma {\displaystyle a^{2}+b^{4}}, con {\displaystyle a,b\in \mathbb {N} }. Los primeros números primos de esta sucesión son:
2, 5, 17, 37, 41, 97, 101, 137, 181, 197, 241, 257, 277, 281, 337, 401, 457, 577, 617, 641, 661, 677, 757, 769, 821, 857, 881, 977, … (sucesión A028916 en OEIS)
El número de enteros en el conjunto {\displaystyle \{1,\dots ,N\}} que se puede expresar como {\displaystyle a^{2}+b^{4}} es del orden de {\displaystyle N^{3/4}}.

## Historia
Este teorema fue demostrado en 1997 por John Friedlander y Henryk Iwaniec, utilizando métodos de cribado desarrollados por Enrico Bombieri. Iwaniec recibió el Premio Ostrowski en 2001, en parte por sus contribuciones a este trabajo. Hasta entonces, un resultado tan potente se consideraba inalcanzable, ya que los métodos de cribado habituales no permitían distinguir los números primos de los semiprimos.

## Caso particular
Cuando {\displaystyle b=1}, los números primos de Friedlander-Iwaniec son de la forma {\displaystyle a^{2}+1}, y forman la sucesión
2, 5, 17, 37, 101, 197, 257, 401, 577, 677, 1297, 1601, 2917, 3137, 4357, 5477, 7057, 8101, 8837, 12101, 13457, 14401, 15377, … (sucesión A002496 en OEIS)
Se conjetura que esta sucesión es infinita (es uno de los problemas de Landau), si bien ello no se deduce del teorema de Friedlander-Iwaniec.